# かきめし

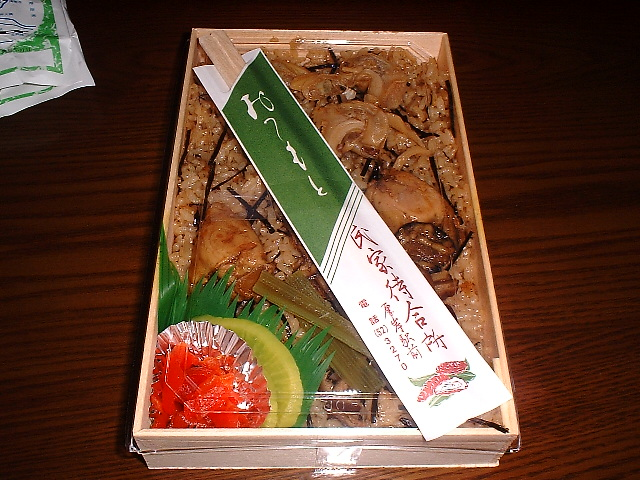
厚岸駅のかきめし（氏家待合所製）

かきめしは、カキ（牡蠣）を使った料理の一種である。カキの産地ではポピュラーな炊き込みご飯のメニュー。

## 材料・作り方の例
カキは、あらかじめ醤油、みりんで煮込み、その出汁でご飯を炊き込む。炊き上がったご飯に煮込んだカキを加えて蒸らして出来上がり。炊き込みご飯ではあるが、カキを加熱しすぎると身が小さくなり硬くなるため一般には米とカキを一緒に炊き込まない。

### 主な材料
- カキ
- 米
- 刻みネギ

### 主な調味料
- 濃口醤油
- みりん
- 料理酒
- 塩

## 駅弁・外食
駅弁としても著名なものがいくつかある。 根室本線厚岸駅の駅弁「かきめし（氏家待合所調製 ）」、広島かきを使った広島駅の駅弁「しゃもじかきめし（広島駅弁当調製）」、佐世保駅の「九十九島かきめし」など。
料亭やレストランなどでは、釜飯酔心本店のカキ釜飯や広島薬研堀製造所米屋（めしや）の広島かきめしの他、「週刊ポスト」などでも紹介された話題の店もある。